# Lektionar
Lektionar (lat. lectionarius eller lectionarium 'læsebog' af lectio 'læsning') er en liturgisk bog, der indeholder de bibelske læsninger i løbet af kirkeåret til fremførelse i gudstjenesten. Oprindeligt læste man direkte fra Bibelen, senere samlede man perikoper (udsnit), der blev arrangeret efter kirkeåret i særlige bøger.